# Episodi di Virus Attack
Segue la lista degli episodi della serie televisiva d'animazione italiana Virus Attack. È stata trasmessa su Cartoon Network dal 1º aprile al 23 settembre 2011 e in chiaro su Boing dal 5 settembre 2011.
| N°          | Titolo italiano                                        | Prima TV Italia                              |
| ----------- | ------------------------------------------------------ | -------------------------------------------- |
| 1           | Il giorno della vendetta                               | 1º aprile 2011                               |
| 2           | Il primo antivirus                                     | 1º aprile 2011                               |
| 3           | I poteri di Dyamer                                     | 8 aprile 2011                                |
| 4           | Khalerya                                               | 8 aprile 2011                                |
| 5           | Rivelazioni                                            | 15 aprile 2011                               |
| 6           | In difesa della Terra                                  | 15 aprile 2011                               |
| 7           | L'esperimento                                          | 22 aprile 2011                               |
| 8           | Arghes e Goldor                                        | 22 aprile 2011                               |
| 9           | La nave miraggio                                       | 29 aprile 2011                               |
| 10          | Trappole e intrighi                                    | 29 aprile 2011                               |
| 11          | Zobron                                                 | 6 maggio 2011                                |
| 12          | Scherzi della natura!                                  | 6 maggio 2011                                |
| 13          | Le stelle del deserto                                  | 13 maggio 2011                               |
| 14          | Il primo Kryptus                                       | 13 maggio 2011                               |
| 15          | Disastrose conseguenze                                 | 20 maggio 2011                               |
| 16          | Convivenza difficile                                   | 20 maggio 2011                               |
| 17          | Di nuovo in viaggio                                    | 27 maggio 2011                               |
| 18          | Il sacrificio di Astra                                 | 27 maggio 2011                               |
| 19          | Rax                                                    | 3 giugno 2011                                |
| 20          | La sequoia millenaria                                  | 3 giugno 2011                                |
| 21          | Freddo come l'odio                                     | 10 giugno 2011                               |
| 22          | I misteri di Amaldi                                    | 10 giugno 2011                               |
| 23          | Neos One                                               | 17 giugno 2011                               |
| 24          | Relazioni pericolose!                                  | 17 giugno 2011                               |
| 25 26 27 28 | Colpo al cuore parte I parte II parte III parte IV     | 24 giugno 2011 1º luglio 2011 1º luglio 2011 |
| 29          | Trappola per generali                                  | 8 luglio 2011                                |
| 30 31 32 33 | Trionfo e Disfatta parte I parte II parte III parte IV | 8 luglio 2011 15 luglio 2011 22 luglio 2011  |
| 34          | Il potere del tatuaggio                                | 22 luglio 2011                               |
| 35          | Il momento più buio                                    | 29 luglio 2011                               |
| 36          | Il generale ASTOR                                      | 29 luglio 2011                               |
| 37 38       | L'esperimento di riconversione parte I parte II        | 5 agosto 2011 5 agosto 2011                  |
| 39          | Doppio gioco                                           | 12 agosto 2011                               |
| 40 41       | Verso Vaalbara parte I parte II                        | 12 agosto 2011 19 agosto 2011                |
| 42          | Il totem dello stregone                                | 19 agosto 2011                               |
| 43 44       | La Pagoda di Rajan parte I parte II                    | 26 agosto 2011 26 agosto 2011                |
| 45          | La palude                                              | 2 settembre 2011                             |
| 46          | Il vascello del capitano Shankar                       | 2 settembre 2011                             |
| 47          | La "congiura"                                          | 9 settembre 2011                             |
| 48          | L'Araldo                                               | 9 settembre 2011                             |
| 49          | Un ritorno inatteso                                    | 16 settembre 2011                            |
| 50          | Nella tana dei VIRUS                                   | 16 settembre 2011                            |
| 51 52       | Scontro finale parte I parte II                        | 23 settembre 2011 23 settembre 2011          |